# Slovensko planinsko društvo Trst
Slovensko planinsko društvo Trst (kratica SPDT), je planinska organizacija Slovencev na Tržaškem.

## Ustanovitev
V Trstu je bila leta 1904 ustanovljena Tržaška podružnica Slovenskega planinskega društva. Glavni pobudnik in prvi predsednik je bil učitelj Miroslav Pretner. Ob ustanovitvi je imela podružnica okoli 90 članov.

## Zgodovina
Aktivni člani društva so označevali planinske poti po Primorskem, prirejali izlete in družabne prireditve, upravljali jami Vilenica in Dimnice ter načrtovali gradnjo planinske koče
na Čavnu in Črni prsti. Leta 1912 so izdali in založili zemljevid okrožja Trst s slovenskimi ledinskimi imeni.

### Po prvi svetovni vojni
Društvo med 1. svetovno vojno ni delovalo, na obnovitvenem občnem zboru 20. aprila 1918 je bil za predsednika ponovno izvoljen Miroslav Pretner. V mesecih po italijanski zasedbi Primorske je bilo delovanje društva oteženo, ob požigu Narodnega doma je zgorel društveni arhiv, oktobra 1923 pa so fašistične oblasti društvo razpustile. Marca 1924 so nekdanji člani v Trstu ustanovili samostojno Slovensko planinsko društvo, ki je delovalo do avgusta 1927, ko so oblasti društvo ponovno razpustile in se je njegovo delo nadaljevalo v ilegali. Društvenim izletom so se pridruževali člani razpuščenih mladinskih in prosvetnih organizacij iz Trsta in okolice. V 30-tih letih 20. stoletja sta se izoblikovali dve stalni skupini; štempiharje so sestavljali izletniki in prosvetni delavci, magnamonte pa planinci in alpinisti; v letih 1938−1941 pa je bila dejavna tudi jamarska sekcija.

### Planinsko društvo Trst
Po drugi svetovni vojni je bilo leta 1946 delovanje društva obnovljeno pod novim imenom Planinsko društvo Trst. Prvi predsednik društva je postal Zorko Jelinčič, ki je predsedoval do 1965. Društvo je leta 1954 prevzelo sedanje ime Slovensko planinsko društvo Trst. V društvu so dejavni različni odseki: alpinistični, fotografski, gospodarski, izletniški, jamarski, propagandni, publicistični in smučarski. Društvo organizira izlete, kresovanja, pohode, predavanja in tečaje.  Leta 1968 je postalo stalni član italijanske smučarske zveze, 1970 pa član Združenja slovenskih športnih društev v Italiji. Jeseni 1975 so uredili Slovensko planinsko vertikalo, ki poteka po krajih, kjer živijo Slovenci v Italiji, oktobra 1983 pa so odprli dom Mangart na Žabnicah.

### Novejša zgodovina društva
Ob osemdesetletnici društva je leta 1984 izšla kronika z zgodovino društva, ki jo je uredil in napisal dr. Dušan Jelinčič. 
V letu 1985 je društvo organiziralo alpinistično odpravo na južno Anapurno, ki jo je vodil Lucijan Cergol, vendar osvojitev vrha ni uspela. Istočasno je bil izveden tudi treking v okolici, v Nepalu.
Dušan Jelinčič je prvi alpinist v  Furlaniji Julijski krajini, ki je leta 1986 osvojil osemtisočak, in sicer 8051 metrov visoki Broad Peak v Karakorumu. Tega leta je novinar Aleksander Sirk postal novi predsednik SPDT.
Za novega predsednika društva je bil leta 1988 izvoljen novinar Lojze Abram.
Leta 1989 je društvo ustanovilo podružnico »Zlata krona« v Mačkoljah, s približno 30 člani.
SPDT je organiziral mednarodno himalajsko odpravo »Alpe Adria Sagarmatha 1990«, s pokroviteljstvom Furlanije Julijske krajine, ob desetletnici delovne skupnosti Alpe-Jadran. Odprave, ki jo je vodil Tomaž Jamnik iz Kranja,  so se udeležili slovenski in italijanski alpinisti iz Trsta, iz Karnije, Lombardije in Slovenije. Odprava je 7. oktobra uspešno osvojila vrh Everesta. Istočasno je SPDT organizirala treking po Nepalu, do baznega tabora pod Everestom ob ledeniku Kumbu.
Med leti 1985-1992 so bili izvršeni uspešni vzponi posameznih alpinistov društva, na  Aconcagui, v Turčiji, Nepalu, Keniji, Mehiki, na Kilimanjaro, Ruvenzori, v ZDA in Patagoniji. 
Zelo aktivno je deloval mladinski odsek društva, s prirejanjem raziskovalnih izletov in orientacijskih pohodov za osnovnošolce in srednješolce slovenskih šol v Trstu. Uspešne so bile tudi druge dejavnosti, tudi markaciski in jamarski odsek, ki je sodeloval pri odkritjih v Škocjanskih jamah.
Leta 2024 je ob svoji 120-letnici SPDT Trst prejel priznanje Red za zasluge Republike Slovenije s strani slovenske predsednice Nataše Pirc Musar.